# Тренчард, Хью, 1-й виконт Тренчард
Хью Монтегю Тренчард (англ. Hugh Montague Trenchard, 1st Viscount Trenchard; 3 февраля 1873 — 10 февраля 1956) — британский военачальник, Маршал Королевских ВВС (1 января 1927). Виконт Тренчард (1936). Имел славу «Отца Британских ВВС».

## Биография
Из небогатого, но древнего дворянского рода. Сын армейского офицера, вскоре вышедшего в отставку и ставшего чиновником. С 10 лет учился в частных школах в Хэмпшире, Дувре и Беркшире. Учился без особого желания, интересуясь лишь математикой, но зато большое внимание уделяя спорту. Результат сказался в том, что не смог сдать экзамены на офицерский чин ни во флот, ни в армию. В результате с большим трудом смог в марте 1891 года добиться зачисления вторым лейтенантом в артиллерию британской милиции (территориальные войска, не входившие в состав британской армии).

## Начало военной службы
В сентябре 1893 года сумел перевестись из милиции в армию и поступил вторым лейтенантом в Королевский Шотландский фузилерный полк, размещённый в городе Сиялкот (Пенджаб, Британская Индия). Отслужил в этом полку несколько лет, также не особо утруждая себя службой, но зато став отличным спортсменом и возглавляя команды полка по регби и поло. На почве спорта в 1896 году познакомился с молодым офицером гусарского полка Уинстоном Черчиллем.

## Довоенные годы
В июле 1900 года участвовал в англо-бурской войне (ранее неоднократно пытался добиться перевода на войну, но ему каждый раз отказывали). Там он был назначен командиром конной разведывательной команды. В октябре того же года попал в засаду буров и был тяжело ранен. Долго лечился в Англии и в Швейцарии. После выздоровления вновь стремился попасть на войну, но теперь ему отказывали по состоянию здоровья. Тогда он записался волонтером в подразделение Канадских скаутов (кавалерийский разведывательный отряд) и в июле 1901 года вновь прибыл на театр военных действий. Создал репутацию храброго солдата.
С октября 1903 года служил в британском протекторате Южная Нигерия заместителем командира Южного Нигерийского полка. В 1904—1905 годах исполнял обязанности командира полка, а в 1907 году был утвержден в должности командира полка и командовал им три года. Участвовал в многочисленных экспедициях для покорения нигерийских племён и подавления их восстаний. В 1910 году тяжело заболел и вернулся в Англию.
С августа 1910 года вновь служил в Королевском шотландском фузилёрном полку (который в то время был расквартирован в Северной Ирландии) в должности командира роты. С августа 1912 года проходил обучение по личному желанию в только что созданной Центральной Лётной школе на аэродроме Юпавон в Уилтшире. После завершения обучения оставлен в школе инструктором (октябрь 1912), а с сентября 1913 года был заместителем начальника школы. В качестве лётчика участвовал в армейских манёврах. Обучал пилотированию Уинстона Черчилля, к тому времени уже ставшему Первым лордом Адмиралтейства.

## Первая мировая война
После начала Первой мировой войны 7 сентября 1914 года был назначен командиром воздушного крыла в Королевского лётного корпуса. Штаб крыла находился в Фарнборо, оно выполняло задачи по прикрытию с воздуха объектов Южной Англии и подготовке авиационного состава. Тренчард был очень недоволен этим назначением и 14 ноября 1914 года добился назначения командиром 1 авиационного крыла Британских экспедиционных сил на Западном фронте. Крыло поддерживало действия Первой армии, сражавшейся во Франции. Участвовал в второй битве при Ипре и в второй битве при Артуа. Организовал детальную воздушную разведку и фотографирование германских оборонительных рубежей. К тому времени Тренчард уже имел значительное влияние в военных кругах, пользовался поддержкой Военного министра лорда Китченера. Начальник Королевского лётного корпуса генерал Дэвид Хендерсон предлагал Тренчарду должность своего начальника штаба, но он отказался.
С лета 1915 года — начальник Королевского лётного корпуса по рекомендациям повышенного в должности Хендерсона и Китченера. Подавляющую часть времени на этом посту провёл во Франции. Уделял большое внимание координации действий авиации с наземными войсками, особенно в ведении разведки и корректировке артиллерийского огня. С этой целью добивался установки на самолётах самой современной фотоаппаратуры и бортовых радиостанций, чего не было ещё в авиации других государств. Был сторонником активных наступательных действий авиации (при которых они несли тяжёлые потери), одним из первых организовал массированные бомбовые удары в тактических целях, для поддержки наступавших наземных войск. Сначала недооценил роль истребительной авиации, но после тяжёлых потерь от немецких истребителей предпринял энергичные меры для развития британских истребителей. Имел большое влияние на Дугласа Хейга, бывшего командующего Первой армией, ставшего в конце 1915 года главнокомандующим Британскими Экспедиционными Силами во Франции. Непосредственно участвовал в битве при Сомме, битве при Вердене, битве при Аррасе и других.
Сосредоточившись на боевых действиях на Западном фронте, Тренчард недостаточно времени уделял противовоздушной обороне Британских островов. Германские массированные бомбардировки Лондона в июле и августе 1917 года встретили незначительное противодействие и привели к большим разрушениям и жертвам. Значительное общественное возмущение побудило руководство Военного министерства потребовать от Тренчарда проведения массированных воздушных ударов по немецким индустриальным центрам. Сам Тренчард был противником этой идеи, полагая что такие рейды не ведут к достижению ощутимых военных результатов и отвлекают от реальной боевой работы авиации на Западном фронте, но был вынужден подчиниться.
В то же время по поручению Военного министерства в 1917 году генерал Ян Смэтс проанализировал положение дел в британской авиации и подготовил доклад, в котором выдвинул идею объединения армейской и военно-морской авиации в самостоятельный единый род войск. Любопытно, что Тренчард первоначально выступил против этой идея, полагая что такое разделение нарушит взаимодействие авиации и сухопутных войск в боевой обстановке и пагубно скажется на ходе боевых действий.
В декабре 1917 года статус Тренчарда был повышен — после создания самостоятельного Министерства авиации он стал командующим британскими Авиационными силами. А с 3 января 1918 года он стал первым командующим нового рода войск — Королевских военно-воздушных сил (RAF), окончательное оформление которых в самостоятельный род войск после завершения всех мероприятий по объединению армейской и военно-морской авиации завершилось к 1 апреля того же года. Однако практически сразу вступил в резкий конфликт с министром авиации лордом Ротермиром и уже с 1 апреля 1918 года был уволен с должности. Через несколько дней Тренчарда сняли и с должности командующего Королевских ВВС, после чего он подал в отставку с военной службы. Такой демарш в разгар войны не мог не сопровождаться громким скандалом, в результате которого следом был вынужден уйти в отставку и сам министр. За время вынужденного безделья Тренчард отклонил целый ряд заманчивых предложений высоких постов от нового министра авиации (главный координатор действий британских и американских ВВС, главный инспектор ВВС за границей, командующий ВВС на Ближнем Востоке, инспектор-генерал ВВС на Британских островах).
Однако в июне 1918 года Тренчард принял пост командующего создаваемых Независимых авиационных сил — прообраза стратегической авиации, созданных путём объединения бомбардировочных подразделений для нанесения массированных ударов по коммуникациям и промышленным центрам Германии, и убыл в их штаб-квартиру во Франции. На этом посту находился до конца войны.

## Военная служба после войны
Когда после Компьенского перемирия Тренчард вернулся в Англию в отпуск, ему как ближайшему «оказавшемуся под рукой» генералу было поручено подавить мятеж солдат в Саутгемптоне в январе 1919 года, с чем он справился без применения оружия, но весьма жесткими мерами. В феврале 1919 года Министром авиации был назначен давний друг Тренчарда Уинстон Черчилль, который немедленно вызвал Тренчарда и предложил ему вновь возглавить Королевские ВВС. Тренчард дал согласие и 31 марта вступил в должность. В декабре 1919 года ему был пожалован титул баронета.
Оставаясь на этом посту свыше 10 лет, много работал над развитием Королевских ВВС Великобритании. В условиях послевоенного сокращения их численности, поставил на ведущее место организацию подготовки лётного состава. Боролся с попытками командования Королевского военно-морского флота вернуть в подчинение флоту авиацию ВМФ. В своих целях активно использовал наращивание численности ВВС Франции, пугая британский истеблишмент и общество через прессу картинами стирания Лондона с лица земли сотнями французских бомбардировщиков.
Был одним из крупнейших теоретиков боевого применения ВВС, разделяя и развивая идеи массированных бомбардировочных ударов с целью достижения стратегического превосходства Джулио Дуэ и Уильяма Мичелла. Действия ВВС в будущей войне видел только наступательными. В 1920 году Тренчард стал одним из инициаторов применения RAF для подавления национально-освободительного восстания в Сомали. В январе 1920 года английские бомбардировщики провели серию ударов и разбомбили занятые восставшими форты в Талехе и их главную базу, после чего сухопутные войска легко подавили все очаги сопротивления. Но из этой операции, проведённой в условиях отсутствия какого-либо противодействия со стороны наземных войск противника и против неорганизованных племён, ранее вообще не видевших самолётов и подверженных панике при бомбёжке, Тренчард сделал далеко идущие выводы, уверовав в возможность победы силами одной авиации. Теперь он обещал англичанам стремительные и практически бескровные победы в будущих войнах массовыми бомбардировками жизненно важных центров иностранных государств, в результате которых «враг капитулирует ещё до того, как британский солдат вступит на вражескую землю». Следствием стал явный перекос развития ВВС в сторону бомбардировочной авиации в ущерб развитию истребительной авиации. Только после 1936 года были приняты меры к исправлению перекоса, но его последствия сильно сказались в начале второй мировой войны и, в-частности, в ходе битвы за Англию.
Активно использовал ВВС в ходе подавления восстаний в Ираке и в Индии, а также в боевых действиях в Афганистане (в 1929 году британские ВВС несколько раз бомбили Кабул, что вызвало большие жертвы среди мирного населения). Более того, предлагал использовать авиацию и для подавления рабочих выступлений и забастовок на территории самой Англии.
Полагая выполненными поставленные перед ним цели, в 1929 году подал рапорт об отставке и 1 января 1930 года вышел в отставку. К тому времени уже имел славу «отца британских ВВС», которая сохранилась за ним до конца жизни. Стал первым командиром, получившим все высшие воинские авиационные звания, начиная с вице-маршала авиации. При отставке был пожалован титулом барона.

## После военной службы
Оставался активным участником политической и военной жизни Великобритании. Имел огромный авторитет в военных и парламентских кругах, регулярно выступая в печати по военным вопросам, подавая доклады по военным вопросам и привлекаясь для консультаций. Активно участвовал в дискуссиях в прессе и в парламенте. С 1930 года — постоянный член Палаты лордов парламента Великобритании. Обладатель значительного количества почётных титулов и званий, был почётным шефом Королевского Шотландского фузилерного полка (в котором начинал свою военную службу), почётным доктором права Оксфордского университета и Кембриджского университета, почётным членом и председателем правления общественных организаций.
С октября 1931 по ноябрь 1935 года — Комиссар Столичной полиции, причём на этом посту находился не номинально, а на практике руководил работой полиции Лондона, провёл в ней ряд важных преобразований. 
В 1936—1953 годах занимал руководящие посты в «United Africa Company», крупной компании по торговле с африканскими и азиатскими колониями и государствами и обладавшей крупным собственным торговым флотом.
В начале Второй мировой войны выступал сторонником активных наступательных действий авиации. После назначения Черчилля на пост премьер-министра, тот предложил Тренчарду возглавить подготовку пилотов ВВС на территории Канады, но Тренчард отказался, так как рассчитывал на более высокий пост. После отказа ещё на одно из предложений Черчилля, более никаких предложений Тренчарду не поступало. Со временем Тренчард стал неофициальным генерал-инспектором Королевских ВВС, посетив практически все театры военных действий. После войны также оставался очень активен до 1954 года, когда его здоровье резко ухудшилось.
Скончался в Лондоне. Похоронен с высшими почестями в Вестминстерском аббатстве. Его имя носят университет, база ВВС, музей ВВС, учебные заведения, другие объекты.

## Воинские звания
| второй лейтенант                                           | 31 марта 1891   |
| лейтенант                                                  | 12 августа 1896 |
| капитан                                                    | 28 февраля 1900 |
| майор (временное звание)                                   | 22 августа 1902 |
| подполковник (лейтенант-полковник) (временное звание)      | 1 июня 1908     |
| майор (постоянное звание)                                  | 4 ноября 1910   |
| подполковник (лейтенант-полковник)(постоянное звание)      | 7 августа 1914  |
| полковник                                                  | 3 июня 1915     |
| бригадный генерал                                          | 25 августа 1915 |
| генерал-майор (временное звание)                           | 24 марта 1916   |
| генерал-майор (постоянное звание)                          | 1 января 1917   |
| вице-маршал авиации (первый, кому присвоено это звание)    | 1 августа 1919  |
| маршал авиации (первый, кому присвоено это звание)         | 11 августа 1919 |
| Главный маршал авиации (первый, кому присвоено это звание) | 1 апреля 1922   |
| Маршал Королевских ВВС (первый, кому присвоено это звание) | 1 января 1927   |

## Награды

### Британские награды
- Рыцарь Большого Креста ордена Бани (GCB, 1.01.1924)
- Рыцарь Большого Креста Королевского Викторианского ордена (GCVO, 20.07.1935)
- Рыцарь-командор ордена Бани (КСВ, 1.01.1918)
- Кавалер ордена Бани (СВ, 1.01.1914)
- Орден Заслуг (ОМ, 1.01.1951)
- Кавалер ордена За выдающиеся заслуги (DSO, 18.09.1906)
- 10 упоминаний в приказах
- медали

### Иностранные награды
- Рыцарь-командор ордена Почётного Легиона (Франция, 9.11.1916)
- Военный крест 1914—1918 (Франция)
- Командор ордена Леопольда I (Бельгия, 24.09.1917)
- Военный крест 1914—1918 (Бельгия, 11.03.1918)
- Командор ордена Короны Италии (Италия, 8.11.1918)
- Кавалер ордена Святого Станислава 1-й степени с мечами (Российская империя)
- Кавалер ордена Святой Анны 3-й степени (Российская империя, 25.08.1915)
- Орден Священного сокровища 1-й степени (Япония, 4.01.1921)
- Орден Междуречья (Ирак)
- Медаль «За выдающиеся заслуги» (США, 15.07.1919)